# アウディトーレ
アウディトーレ（伊: Auditore）は、イタリア共和国マルケ州ペーザロ・エ・ウルビーノ県に存在した、人口約1,500人の基礎自治体（コムーネ）。
2019年1月1日にサッソコルヴァーロと合併してサッソコルヴァーロ・アウディトーレの一部となった。

## 地理

### 位置・広がり
ウルビーノから北北西へ12km、ペーザロから西南西へ29kmの距離にある。

#### 隣接コムーネ
コムーネとしてのアウディトーレは、以下のコムーネと隣接していた。括弧内のRNはリミニ県所属を示す。
- ジェンマーノ (RN)
- メルカティーノ・コンカ
- モンテフィオーレ・コンカ (RN)
- サッソコルヴァーロ
- タヴォレート
- ウルビーノ

### 気候分類
アウディトーレにおけるイタリアの気候分類 (it) および度日は、zona E, 2290 GGである。